# Sécurité sociale au Québec
 (signalé en juillet 2025).
Si vous disposez d'ouvrages ou d'articles de référence ou si vous connaissez des sites web de qualité traitant du thème abordé ici, merci de compléter l'article en donnant les références utiles à sa vérifiabilité et en les liant à la section « Notes et références ».
- Archive Wikiwix
- Bing
- Cairn
- DuckDuckGo
- E. Universalis
- Gallica
- Google
- G. Books
- G. News
- G. Scholar
- Persée
- Qwant
- (zh) Baidu
- (ru) Yandex
- (wd) trouver des œuvres sur Wikidata

La sécurité sociale au Québec est un ensemble d'institutions qui ont pour fonction de protéger les individus des conséquences de divers événements ou situations, généralement qualifiés de risques sociaux.
La notion de sécurité sociale revêt deux aspects :
- d'un point de vue fonctionnel, la sécurité sociale est destinée à assister financièrement ses bénéficiaires qui rencontrent différents événements coûteux de la vie. On en distingue quatre types (appelés risques) qui forment les quatre branches de la sécurité sociale : 
  1. La branche maladie (maladie, maternité, invalidité, décès);
  2. La branche accidents du travail et maladies professionnelles;
  3. La branche vieillesse et veuvage (retraite);
  4. La branche famille (dont handicap, logement...).
- d'un point de vue institutionnel, la sécurité sociale est composée de divers organismes qui participent à la mise en œuvre de cette assistance financière :
  - Programme d'aide financière de derniers recours
    - Programme d'aide sociale
    - Programme de solidarité sociale
    - Programme alternative jeunesse
    - Programme de soutien pour les travailleurs âgés
    - Programme de soutien pour les travailleurs licenciés collectivement
    - Programme de soutien pour les travailleurs licenciés collectivement dans les régions ressources
    - Programme de soutien pour les travailleurs licenciés collectivement, hors des régions ressources, des secteurs du textile et du vêtement

  - Régime d'assurance maladie du Québec (RAMQ)
  - Régime de rentes du Québec (RRQ)
  - Régime public d'assurance automobile
  - Régime public d’assurance médicaments
  - Régime québécois d'assurance parentale (RQAP)
  - Régime québécois de santé et de sécurité du travail
  - Régime québécois d'indemnisation des lésions professionnelles